# Viviane Lyra
Viviane Santana Lyra (Rio de Janeiro, 29 de julho de 1993) é uma atleta brasileira especializada na marcha atlética. Heptacampeã brasileira em diversas distâncias da marcha, campeã sul-americana da marcha de 50 km em 2020 em Lima, Peru e recordista brasileira da marcha de 35 km e da marcha de 50 km, foi medalha de ouro no  Campeonato Pan-Americano de Marcha Atlética de Manágua, na Nicarágua, em 2023. 
No mesmo ano disputou o Campeonato Mundial de Atletismo em Budapeste, Hungria, conquistando o oitavo lugar na marcha de 20 km e o quarto lugar na de 35 km, quando estabeleceu o recorde brasileiro, quebrando sua própria marca anterior, registrada com o oitavo lugar no Campeonato Mundial de Atletismo de 2022 em Eugene, EUA.
Em junho de 2024 abaixou seu próprio recorde brasileiro na marcha de 20 km em pista ao vencer a prova no Troféu Brasil de Atletismo com o tempo de 1:30:38.